# Distretto di Loeng Nok Tha
Il distretto di Loeng Nok Tha (in thailandese: เลิงนกทา) è un distretto (amphoe) della Thailandia, situato nella provincia di Yasothon.